# Голечкова, Либуше
Либуше Голечкова (чеш. Libuše Holečková, 19 ноября 1932[…], Оломоуц[…] — 16 февраля 2021, Нейдек) — чешская актриса театра и кино.

## Биография
Родившаяся в Оломоуце, в начале Второй мировой войны она переехала с родителями в Кишперк (ныне — Летоград). После войны семья переехала в Шумперк, где Либуше начала учиться в бизнес-академии, но не закончила её, так как вышла замуж и родила сына Рихарда.
Через три года её брак распался, и ей пришлось искать работу. По рекомендации Министерства культуры в середине 1950-х годов она поступила в Шумперкский (позже Северо-Моравский) областной театр, где получила свой первый актёрский опыт (в числе ролей — Верунка в «Наших фуриантах» и Зузанка в «Свадьбе Фигаро»).
В театре она познакомилась со своим вторым мужем, актёром, а затем режиссёром и драматургом Иржи Голечеком (1931—1985). В 1961 году оба перешли в только что открывшийся областной театр в Хебе. Ей также разрешили остаться в театре, когда её мужа уволили по политическим мотивам после подавления Пражской весны. Она проработала в театре Чебера двадцать лет и стала одной из ведущих персон актёрского ансамбля. Затем она перешла в Театр Йозефа Каетана Тыла в Пльзене, где проявила себя, среди прочего, как исполнительница ролей в шекспировских пьесах.
Либуше Голечкова снялась всего в нескольких фильмах (её сын утверждает, что только в одном). В 1951 году она появилась в комедии «Щука в карповом пруду» режиссёра Владимира Чеха. В 1957 году она снялась у режиссёра Йозефа Маха в его комедии «Флоренц 13:30». В 1970 году она сыграла роль соседки в криминальном фильме Петра Шульгофа «Кровавые следы».
Либуше Голечкова дважды была замужем и от каждого брака имела сына. В последние годы жизни снова жила в Хебе, в доме престарелых «Скалка». Последние несколько дней провела в хосписе в Нейдеке.
Скончалась 16 февраля 2021 года в возрасте 88 лет.

## Фильмография
- 1970 — «Кровавые следы»
- 1957 — «Флоренц 13:30»
- 1951 — «Щука в карповом пруду»

## Театральные работы

### 1955—1961 Областной (позже Северо-Моравский) областной театр в Шумперке.
- Ладислав Строупеницкий: Наша яростная… Верунка
- Вольфганг Амадей Моцарт: Женитьба Фигаро… Зузанка

### 1961—1981 Областной театр в Хебе (ныне Западно-чешский театр в Хебе).
- Йозеф Каетан Тыл: Страконицкий дудак (1961)… Лесана
- Уильям Шекспир: Ромео и Джульетта… Джули
- Алоис Йирасек: Фонарь неж принцесса
- Павел Когоут: Август, август, август… Лулу
- Антон Павлович Чехов: Три сестры — Маша
- Натаниэль Ричард Нэш, торговец дождем… Лиза
- Уильям Шекспир: Король Лир… Корделия
- Карел Чапек: Дело Макропулоса… Эмили Марти
- Антон Павлович Чехов: Ковчег Чайки Ирина Аркадинова
- Антон Павлович Чехов: Вишневый сад… Шарлотта Ивановна

### 1981—1990 Театр Йозефа Каэтана Тыла в Пльзене
- Нил Саймон: Хороший доктор (1981)
- Антон Павлович Чехов: Иванов (1984); театральная запись была выпущена на DVD в редакции Reflex [3]
- Уильям Шекспир: Веселые жены Виндзора (1982)
- Федерико Гарсиа Лорка: Дом дона Бернардо (1986)
- Федерико Гарсиа Лорка: Йерма (1990)
- Богумил Грабал: поезда под пристальным наблюдением
- Мольер: Тартюф